# Eumasia parvulella
Eumasia parvulella is een vlinder uit de familie van de zakjesdragers (Psychidae). De wetenschappelijke naam van de soort werd als Tinea parvulella in 1863 gepubliceerd door Francis Walker.